# 이란 횡단 철도

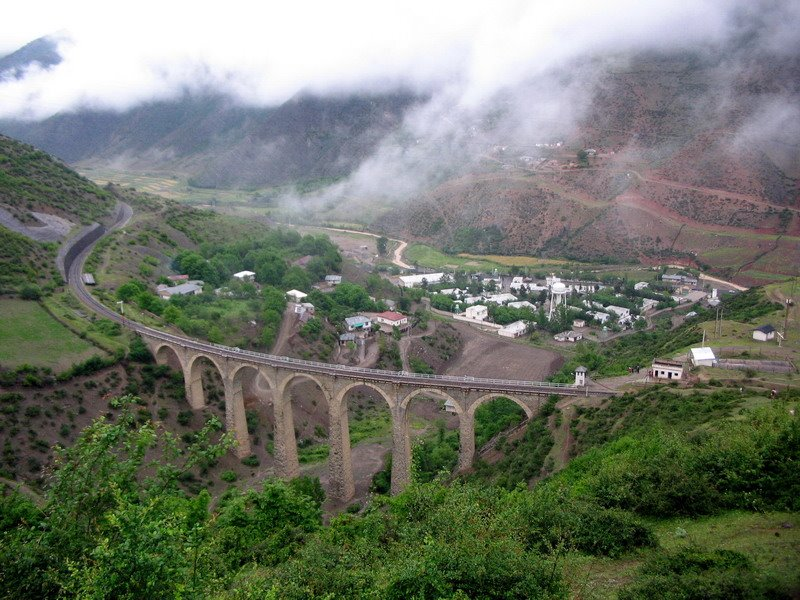

이란 횡단 철도(페르시아어: راه‌آهن سراسری ایران)는 이란 후제스탄주 반다르에에맘호메이니와 골레스탄주 고르간을 잇는 철도로 후제스탄주 아바즈, 곰주 곰, 테헤란 등을 잇는다. 이란 횡단 철도는 1927년 착공해서 1938년에 완공됐다. 1961년 북동쪽 종점이 골레스탄주 고르간으로 바뀌기 전까지는 반다르토르카만이 종점이었는데, 기존의 해당 구간은 2021년 7월 유네스코 세계유산으로 선정됐다.